# Makedóniai Kleopátra
Makedóniai Kleopátra (görögül: Κλεοπάτρα της Μακεδονίας; i. e. 355/354 körül – Szardeisz, i. e. 308), vagy Épeiroszi Kleopátra (görögül: Κλεοπάτρα της Ηπείρου) ókori makedón hercegnő, később épeiroszi régenskirályné. II. Philipposz makedón király és Épeiroszi Olümpiasz leánya, aki III. Alexandrosz (Nagy Sándor) egyetlen édestestvére volt. Két lánytestvérrel (Künané, Thesszaloniké) és még egy fiútestvérrel (III. Philipposz) rendelkezett.

## Élete

### Korai évek
Argoszi-dinasztia tagjaként Kleopátra anyja mellett és gondoskodása közepette nőtt fel Makedónia fővárosában, Pellában. Olümpiasz táplálta lányába a családi kötelékek fontosságát és biztosította, hogy „következetes politikai, erkölcsi, kulturális nevelésben és tapasztalatszerzésben” részesüljön bátyjával, III. Alexandrosszal (Nagy Sándor) együtt. Kleopátra szoros kapcsolatot ápolt egyetlen édestestvérével. De apjuk, II. Philipposz makedón király Sándort tizenhárom éves korában Miezába küldte, hogy Arisztotelésztől tanuljon, néhány évvel később pedig már komoly feladatokat is kapott az ifjú herceg. I. e. 338-ban Kleopátra Pellában maradt apjával, míg egy trónörökléssel kapcsolatos heves vita után anyja és testvére elhagyta az udvart. Olümpiasz Dodonába menekült a fivéréhez, I. Alexandrosz épeiroszi királyhoz (Kleopátra nagybátyja), míg Sándor a makedónok ősi ellenségnél lelt menedékre Illíriában, és csak hat hónap múlva tért vissza engedéllyel. Philipposz békülés és további viszály elhárításának céljából hamarosan szövetségre lépett I. Alexandrosszal, felajánlva neki lánya kezét. I. e. 336 októberében tartották meg Kleopátra és I. Alexandrosz esküvőjét Aigaiban, de az ünnepségek alatt Philipposzt megölte egy merénylő, ezután Sándor lett az új király. Kleopátra újdonsült férjével elhagyta Makedóniát, és az Épeiroszi Királyságba mentek.

### Épeiroszi uralkodás

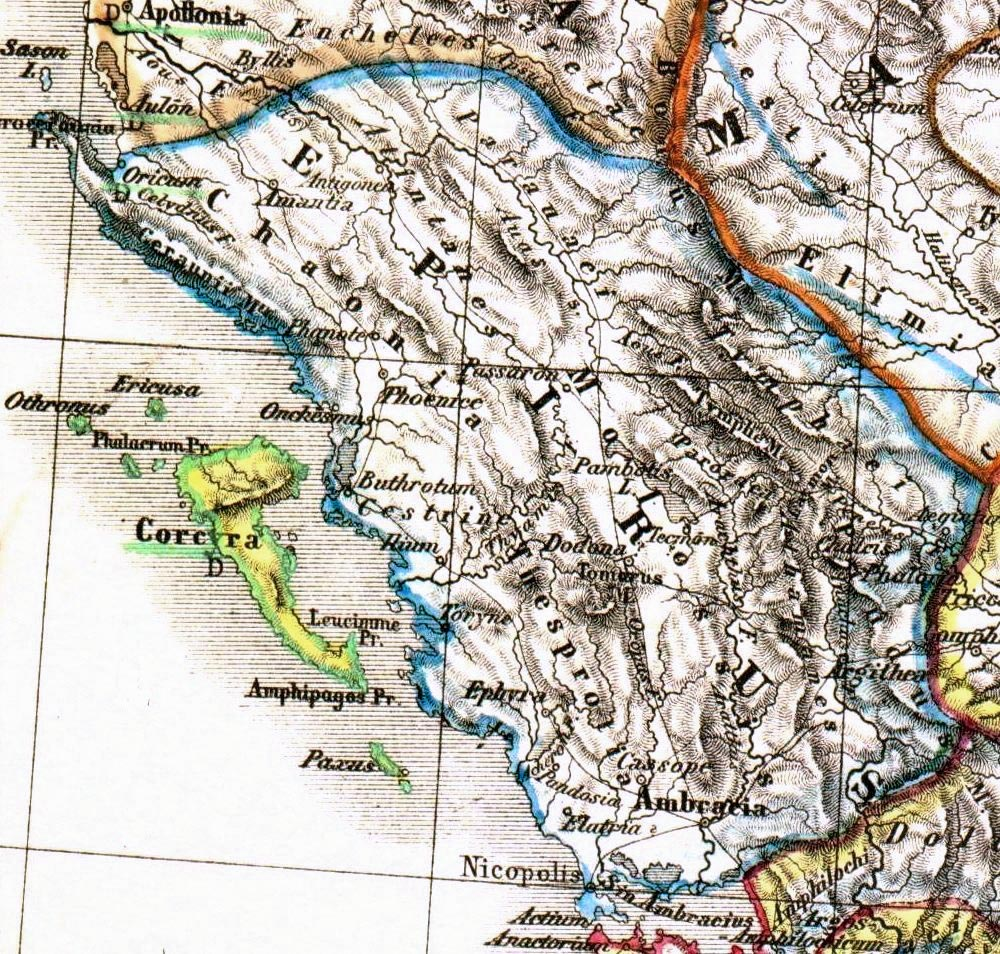
Épeirosz az ókorban

Nem sokkal később, i. e. 334-ben I. Alexandrosz átkelt a tengeren az Appennini-félszigetre, hogy a görög gyarmat, Tarasz nevében hadjáratot indítson az italikus népek, lucanusok és bruttiusok ellen. Kleopátrát Épeiroszban hagyta régensként. Közben férje meghódította Hérakleiát, elfoglalta Sipontumot, valamint Cosenzát és Terint, de végül i. e. 331-ben a pandosziai csatában életét vesztette. Halála után Athénból követséget küldtek részvétnyilvánítás céljából. Az uralkodó hátra hagyta házasságuk két gyermekét, köztük egyetlen fiát, II. Neoptolemoszt, aki túl fiatal volt ahhoz, hogy a nyugati királyság trónjára lépjen. Kleopátra változatlanul tovább irányította Épeiroszt. Hellász többi részével ellentétben az epiróta szokás az volt, hogy ha a férj meghalt és az örökös túl fiatal volt átvenni a helyét, akkor az özvegyasszony lett a családfő.
Épeirosz és Makedónia baráti kapcsolatot tartott fenn egymással. Kleopátra hivatalosan bátyja, Nagy Sándor támogatását élvezte, és valószínűleg szoros összeköttetésben álltak, amíg a testvére a keleti hódításait végezte. Sándor őt és Olümpiaszt tekintette baszileioszi belső körének. I. e. 332 őszén Sándor hadizsákmányt küldött haza anyja, húga és közeli barátai számára. I. e. 330 körül hiány idején gabonaszállítmányok címzettjeként és feladójaként tűnik fel. Kürénéből származó felirat szerint 50,000 mérő (medimnosz) gabona volt a nevén, a többlet pedig Korinthoszba került. Bátyjának az élelmezéssel kapcsolatos politikájának végrehajtásában ugyancsak jelentős szerepet játszhatott. Kleopátra arra is felhasználta befolyását, hogy közbenjárjon Hérakleiai Dionüsziosz türannosz érdekében, és a testvére nevében szólalt fel.
Kleopátra látszólag Molosszia népének vallási vezetőjeként működött. Neve szerepel a theórodokoi („szent nagykövetek fogadói”) listáján, a férje halála után nem sokkal alapított epiróta szövetségben. Jelzés értékű, hogy az egyetlen nő volt a férfiak között. Ez a hivatalos pozíció lehetővé tette számára, hogy rajta tartsa a szemét mindenen, ami Görögországban történt, mivel Épeiroszban volt található az ókori görög világ egyik legfontosabb jósszentélye, Zeusz főisten dodonai jósdája, amelyet egy jelentős szent körút során felkerestek. Uralkodásának egy bizonyos pontján Olümpiasz csatlakozott Kleopátrához régensként, bár hatalmuk mértéke tisztázatlan. Plutarkhosz megjegyzi, hogy „Olümpiasz és Kleopátra is fellépett Antipatrosz ellen, és megosztották a birodalmat; Olümpiasz kapta Épeiroszt, Kleopátra Makedoniát. Amikor Alexandrosz meghallotta a dolgot, kijelentette, hogy az anyja választott jobban, mert a makedónok úgysem tűrték volna el, hogy asszony uralkodjék rajtuk.” A legtöbb forrás szerint Sándor támogatta Kleopátra tevékenységét, viszont bátyja életének vége felé talán teljesen lemondott a molosszi régensségről.

### Nagy Sándor halála után
I. e. 323-ban hirtelen és fiatalon meghalt Nagy Sándor Babilonban. A diadokhoszok között szinte azonnal megindult a rivalizálás az örökségért. A birodalom élére névleg IV. Alexandrosz, Sándor csecsemőkorú fia és az uralkodásra szellemileg alkalmatlan III. Philipposz került. De a valódi hatalom Perdikkasz, az ázsiai makedón hadsereg főparancsnoka és jelenlegi régens kezébe összpontosult. A testvére halála után Kleopátra státusza anyjáéhoz képest gyenge lábakon állt. Politikailag továbbra is együtt dolgoztak, és Olümpiasz valószínűleg úgy látta, hogy Kleopátra egy hadvezérrel kötött házassága, valamint leendő gyermekei a biztonságukat teremti meg. Kleopátra kezét többen megkérték, akik úgy gondolták, hogy Sándor húgával való kapcsolat révén megerősíthetik befolyásukat a makedónoknál. Leonnatoszt említik először, aki elmondta Kardiai Eumenésznek, hogy levélben ígéretet kapott a házasságra, ha eljön Pellába. Kleopátra azért bólintott rá, mert jól ismerte és tudta, Leonnatosznak megvan az ambíciója és a képessége arra, hogy magához ragadja a hatalmat. De mielőtt Leonnatosz megérkezett volna, megállt felszámolni a Lamiában fellázadó görögök ostromát, megmentve Antipatroszt. Ebben a hadműveletben azonban meghalt, így a házasságkötésre nem került sor.
I. e. 322/321-ben érkezett Kleopátra a lüdiai Szardeiszba, hogy feleségül menjen Perdikkászhoz, de azt tapasztalta, hogy a férfi már elígérkezett Antipatrosz lányának, Nikaiának. Ugyan Eumenész támogatta Perdikkasz és Kleopátra házasságát, viszont Alketasz (Perdikkasz testvére) ellenezte ezt az egybekelést. Ennek ellenére Perdikkasz később azt tervezte, hogy elveszi Kleopátrát. Ez, valamint Künané meggyilkolása Perdikkasz ellen fordította Antipatroszt és Krateroszt. Az időközben kitörő első diadokhosz háborúban azonban Perdikkászt megölik egy katonai puccs során. Ezután is Kleopátra kezét kereste Nagy Sándor összes utóda, különösen Kasszandrosz, Lüszimakhosz, Ptolemaiosz és Antigonosz. I. e. 320 körül a csalódott Antipatrosz nyilvánosan szidta Kleopátrát a Perdikkászhoz és Eumenészhez fűződő kapcsolata miatt. Kleopátra azonban nem engedett, hanem saját vádjaival vágott vissza, de az eset után végső soron békésen váltak el egymástól.
Kleopátra rejtélyes körülmények közepette maradt Szardeiszban, ebben szerepet játszhatott Perdikkasz és Eumenész bukása, az agg Antipatrosz halála, valamint Olümpiasz meggyilkolása, Thesszaloniké házassága egyaránt. Támogatók híján kockázatos lett volna visszatérnie Makedóniába vagy Épeiroszba. Sokan úgy vélik, hogy Antigonosz kényszerfogságban tartotta őt, bár egy másik elmélet szerint saját házasulandóságát és megölésének negatív hatásait használta fel biztonságának elősegítésére. Viszont évekkel később bátyja özvegyének, Rhóxané és unokaöccsei (Alexandrosz, Héraklész) megölése (meg a most elmaradó széles körű felháborodás), illetve Antigonosszal megromló kapcsolata válaszlépésekre készthette. De az sem kizárható, hogy végleg elege lett a hosszan tartó rabságból. I. e. 308-ban Kleopátra végül engedett Ptolemaiosz házassági ajánlatának, és megszökött Szardeiszból. A frigy előtt azonban elfogták, visszavitték a városba, és női szolgái sikeres merényletet követtek el ellene Antigonosz parancsára, aki hogy minden gyanút elhárítson magáról, megbüntette a merénylőket és gyönyörű temetést rendezett Kleopátra tiszteletére. Antigonosz tisztában volt vele, hogy túl kockázatos életben hagynia egy ilyen nagy hatalmú és befolyásos uralkodóházat képviselő személyt, főleg, ha az nem az ő oldalát, hanem az ellenfelét erősíti.

## Utódai és családfája
Kleopátrának és I. Alexandrosz épeiroszi királynak egy lánya, Kadmeia és egy fia, II. Neoptolemosz született. Miután az épeirosziak elűzték Pürrhoszt, Neoptolemosz újra megszerezte az Épeiroszi Királyság trónját i. e. 302-ben, de zsarnoki uralma miatt annyira népszerűtlen volt, hogy I. Ptolemaiosz támogatásával néhány évvel később visszatérő Pürrhosz a pártfogóival sikeresen elérte a hatalom megosztását vele. Kadmeiáról – aki a nevét nagybágyja, Nagy Sándor thébaiak feletti győzelme és Thébai erődjének, Kadmeiának bevétele után kaphatta – keveset tudunk, de i. e. 296-ban még Épeiroszban élt. Plutarkhosz beszámolójában Kadmeia egy alkalommal vendégül látta Neoptolemoszt, aki ott nyíltan beszélt neki a Pürrhosz elleni összeesküvésről, ami aztán könnyedén kitudódott, és a kiélezett helyzetben végül riválisa hamarosan megölte Neoptolemoszt. Kadmeia további sorsáról nem tudunk, viszont lehetséges, hogy ő is ennek a leszámolásnak eset áldozatul.
|             |             |             |             |             |             |  |  | I. Alketasz      |                  |                  |                  |                  |                  |                 |                 |                 |                 |                 |                 |           |           |                |                |                |                |                |                |             |             |  |  |  |  |  |  |  |  |  |  |  |  |  |  |
|             |             |             |             |             |             |  |  |                  |                  |                  |                  |                  |                  |                 |                 |                 |                 |                 |                 |           |           |                |                |                |                |                |                |             |             |  |  |  |  |  |  |  |  |  |  |  |  |  |  |
|             |             |             |             |             |             |  |  |                  |                  |                  |                  |                  |                  |                 |                 |                 |                 |                 |                 |           |           |                |                |                |                |                |                |             |             |  |  |  |  |  |  |  |  |  |  |  |  |  |  |
| Arümbasz    | Arümbasz    | Arümbasz    | Arümbasz    | Arümbasz    | Arümbasz    |  |  |                  |                  |                  |                  |                  |                  | I. Neoptolemosz | I. Neoptolemosz | I. Neoptolemosz | I. Neoptolemosz | I. Neoptolemosz | I. Neoptolemosz |           |           | III. Amüntasz  | III. Amüntasz  | III. Amüntasz  | III. Amüntasz  | III. Amüntasz  | III. Amüntasz  |             |             |  |  |  |  |  |  |  |  |  |  |  |  |  |  |
| Arümbasz    | Arümbasz    | Arümbasz    | Arümbasz    | Arümbasz    | Arümbasz    |  |  |                  |                  |                  |                  |                  |                  | I. Neoptolemosz | I. Neoptolemosz | I. Neoptolemosz | I. Neoptolemosz | I. Neoptolemosz | I. Neoptolemosz |           |           | III. Amüntasz  | III. Amüntasz  | III. Amüntasz  | III. Amüntasz  | III. Amüntasz  | III. Amüntasz  |             |             |  |  |  |  |  |  |  |  |  |  |  |  |  |  |
|             |             |             |             |             |             |  |  |                  |                  |                  |                  |                  |                  |                 |                 |                 |                 |                 |                 |           |           |                |                |                |                |                |                |             |             |  |  |  |  |  |  |  |  |  |  |  |  |  |  |
| Aiakidész   | Aiakidész   | Aiakidész   | Aiakidész   | Aiakidész   | Aiakidész   |  |  |                  |                  |                  |                  |                  |                  | Olümpiasz       | Olümpiasz       | Olümpiasz       | Olümpiasz       | Olümpiasz       | Olümpiasz       |           |           | II. Philipposz | II. Philipposz | II. Philipposz | II. Philipposz | II. Philipposz | II. Philipposz |             |             |  |  |  |  |  |  |  |  |  |  |  |  |  |  |
| Aiakidész   | Aiakidész   | Aiakidész   | Aiakidész   | Aiakidész   | Aiakidész   |  |  |                  |                  |                  |                  |                  |                  | Olümpiasz       | Olümpiasz       | Olümpiasz       | Olümpiasz       | Olümpiasz       | Olümpiasz       |           |           | II. Philipposz | II. Philipposz | II. Philipposz | II. Philipposz | II. Philipposz | II. Philipposz |             |             |  |  |  |  |  |  |  |  |  |  |  |  |  |  |
|             |             |             |             |             |             |  |  |                  |                  |                  |                  |                  |                  |                 |                 |                 |                 |                 |                 |           |           |                |                |                |                |                |                |             |             |  |  |  |  |  |  |  |  |  |  |  |  |  |  |
|             |             |             |             |             |             |  |  |                  |                  |                  |                  |                  |                  |                 |                 |                 |                 |                 |                 |           |           |                |                |                |                |                |                |             |             |  |  |  |  |  |  |  |  |  |  |  |  |  |  |
| I. Pürrhosz | I. Pürrhosz | I. Pürrhosz | I. Pürrhosz | I. Pürrhosz | I. Pürrhosz |  |  | I. Alexandrosz   | I. Alexandrosz   | I. Alexandrosz   | I. Alexandrosz   | I. Alexandrosz   | I. Alexandrosz   |                 |                 | Kleopátra       | Kleopátra       | Kleopátra       | Kleopátra       | Kleopátra | Kleopátra |                |                | Nagy Sándor    | Nagy Sándor    | Nagy Sándor    | Nagy Sándor    | Nagy Sándor | Nagy Sándor |  |  |  |  |  |  |  |  |  |  |  |  |  |  |
| I. Pürrhosz | I. Pürrhosz | I. Pürrhosz | I. Pürrhosz | I. Pürrhosz | I. Pürrhosz |  |  | I. Alexandrosz   | I. Alexandrosz   | I. Alexandrosz   | I. Alexandrosz   | I. Alexandrosz   | I. Alexandrosz   |                 |                 | Kleopátra       | Kleopátra       | Kleopátra       | Kleopátra       | Kleopátra | Kleopátra |                |                | Nagy Sándor    | Nagy Sándor    | Nagy Sándor    | Nagy Sándor    | Nagy Sándor | Nagy Sándor |  |  |  |  |  |  |  |  |  |  |  |  |  |  |
|             |             |             |             |             |             |  |  |                  |                  |                  |                  |                  |                  |                 |                 |                 |                 |                 |                 |           |           |                |                |                |                |                |                |             |             |  |  |  |  |  |  |  |  |  |  |  |  |  |  |
|             |             |             |             |             |             |  |  |                  |                  |                  |                  |                  |                  |                 |                 |                 |                 |                 |                 |           |           |                |                |                |                |                |                |             |             |  |  |  |  |  |  |  |  |  |  |  |  |  |  |
|             |             |             |             |             |             |  |  | II. Neoptolemosz | II. Neoptolemosz | II. Neoptolemosz | II. Neoptolemosz | II. Neoptolemosz | II. Neoptolemosz |                 |                 | Kadmeia         | Kadmeia         | Kadmeia         | Kadmeia         | Kadmeia   | Kadmeia   |                |                |                |                |                |                |             |             |  |  |  |  |  |  |  |  |  |  |  |  |  |  |

## Fordítás
- Ez a szócikk részben vagy egészben  a   Cleopatra of Macedon című angol Wikipédia-szócikk ezen változatának fordításán alapul.  Az eredeti cikk szerkesztőit annak laptörténete sorolja fel. Ez a jelzés csupán a megfogalmazás eredetét és a szerzői jogokat jelzi, nem szolgál a cikkben szereplő információk forrásmegjelöléseként.